# Butte de Suin
La butte de Suin, avec ses 600 mètres, se dresse à l'extrémité est du Charolais. Coiffée de rochers, elle domine la commune de Suin, dans le département de Saône-et-Loire, à peu près à mi-chemin entre Charolles et Cluny. Elle est située sur la ligne de partage des eaux entre l'océan Atlantique et la mer Méditerranée.
Du haut de cette « sentinelle », le panorama s'étend sur 360°. On aperçoit, outre le Charolais, les villages de Mont-Saint-Vincent et Montceau-les-Mines au nord-ouest, le Clunysois à l’est, le mont Saint-Cyr et les contreforts du Beaujolais au sud. Un dicton annonce que « de Suin haut perché, on voit cinquante deux clochers ». Lorsque les conditions le permettent, il est même possible en regardant vers l'est de voir émerger le massif du Mont-Blanc. Une table d'orientation, érigée en 1963, restaurée en 2008 par la commune et cofinancée par l'État et le Conseil général de Saône-et-Loire, permet d'en lire le panorama.

## Géographie

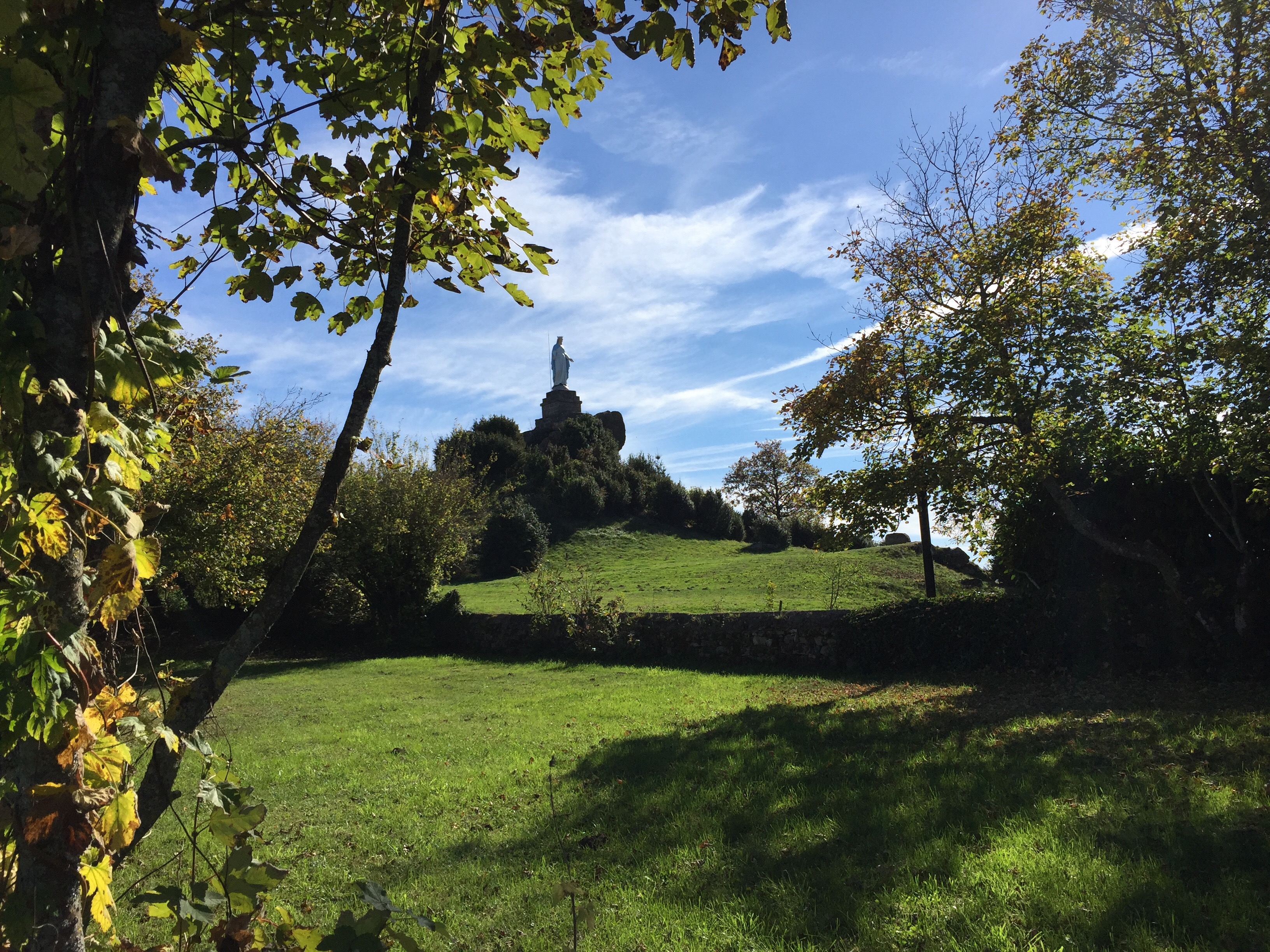
Vierge de Suin

### Géologie
La butte de Suin repose sur des granites à biotite : du granite porphyroïde à biotite de grain grossier puis du leucogranite aplitique à biotite parfois muscovite.

### Climat
Le climat est semi-continental avec une température moyenne annuelle de 11,3 °C et des précipitations annuelles équivalentes à 1 000 mm.

### Flore
La lande à genêt et ajonc est majoritaire sur la butte. Mais on peut aussi y trouver quelques plantes calcicoles comme l'hellébore fétide et l'hélianthème et également quelques plantes présentes dans le domaine atlantique (Suin étant située sur la ligne de partage des eaux entre l'océan Atlantique et la mer Méditerranée) telles la bruyère cendrée, le faux sésame, le séneçon à feuilles d’adonis et du buis au sommet de la butte.

## Histoire

### Les constructions successives
Divers monuments se sont succédé au sommet de la butte. Après l'oppidum et le temple romain dédié à Mercure, une croix vers l'an 900, un château fort au XIVe siècle, c'est une Vierge, inspirée de celle de Fourvière à Lyon, qui a été érigée en 1884 au-dessus des rochers. Des âmes locales nous apprennent qu'il fallut plusieurs paires de bœufs, et autant d'hommes, pour élever cette statue qui regarde vers l'ouest. On y trouve également une table d'orientation.

## Activités

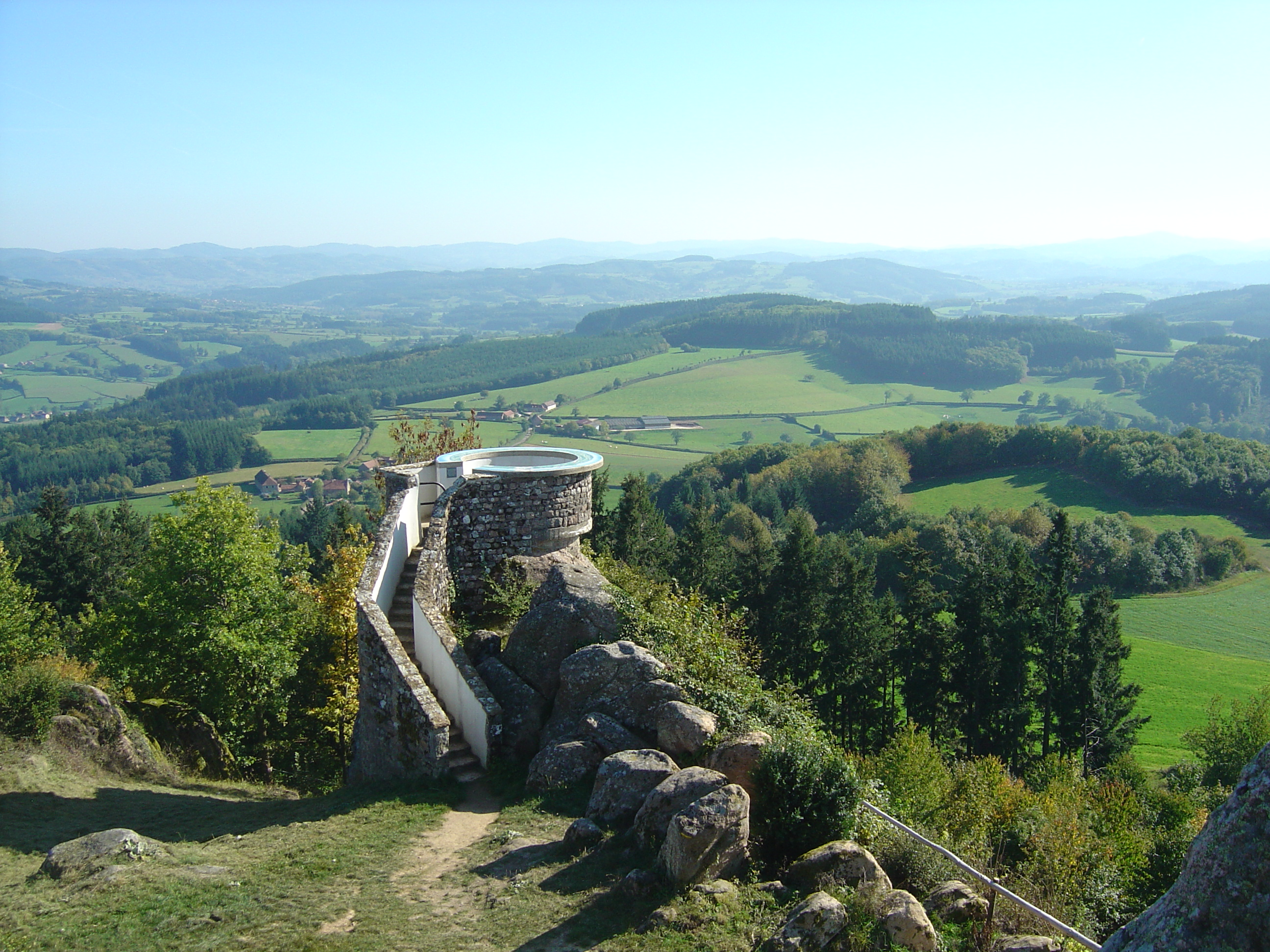
Table d'orientation

### Sports
- Vol libre : la butte est un des quelques sites de vol libre existant en Sâone-et-Loire.
- Randonnée, VTT : la butte est sillonnée de nombreux sentiers et chemins de randonnée et est traversée par le GR7.
- Escalade : la forêt qui couvre les flancs de la butte dissimule de nombreux blocs rocheux proprices à la pratique du bloc. Le plus imposant d'entre eux (La pierre qui croûle) est même équipé de plusieurs voies d'initiation (voir Liste des sites d'escalade en France).

### Protection environnementale
La butte de Suin est classée en Zone naturelle d'intérêt écologique, faunistique et floristique. Une partie de la butte fait aussi partie du site Natura 2000 « Bocage, forêts et milieux humides du bassin de la Grosne et du Clunysois », zone assurant notamment la protection du crapaud sonneur à ventre jaune ou encore de l'écrevisse à pattes blanches.